# بي. جيه. نوفاك
بي. جيه. نوفاك (بالإنجليزية: B. J. Novak)‏ (و. 1979  م) هو كاتب سيناريو، وممثل هزلي، وممثل تلفزي، وكاتب، وممثل أفلام أمريكي، ولد في نيوتن.

## التعليم
تعلم في جامعة هارفارد.

## جوائز
حصل على جوائز منها:
- جائزة نقابة الكتاب الأمريكية.

## وصلات خارجية
- بي. جيه. نوفاك على موقع IMDb (الإنجليزية)
- بي. جيه. نوفاك على موقع ألو سيني (الفرنسية)
- بي. جيه. نوفاك على موقع ميوزك برينز (الإنجليزية)
- بي. جيه. نوفاك على موقع ميوزك برينز (الإنجليزية)
- بي. جيه. نوفاك على موقع تيرنر كلاسيك موفيز (الإنجليزية)
- بي. جيه. نوفاك على موقع أول موفي (الإنجليزية)
- بي. جيه. نوفاك على موقع قاعدة بيانات الأفلام السويدية (السويدية)
- بي. جيه. نوفاك على موقع إن إن دي بي (الإنجليزية)
- بي. جيه. نوفاك على موقع ديسكوغز (الإنجليزية)
- بي. جيه. نوفاك على موقع قاعدة بيانات الفيلم (الإنجليزية)